# Liste de films français sortis en 2000
Listes de films français
- 1996
- 1997
- 1998
- 1999
- 2000
- 2001
- 2002
- 2003
- 2004

Liste non exhaustive de films français sortis en 2000.

## 2000
| Titre                               | Réalisateur         | Acteurs | Genre                                   |
| ----------------------------------- | ------------------- | --- | --------------------------------------- |
| 15 août                             | Patrick Alessandrin | Richard Berry, Jean-Pierre Darroussin, Charles Berling, Mélanie Thierry | Comédie                                 |
| À l'attaque !                       | Robert Guédiguian   | Ariane Ascaride, Jean-Pierre Darroussin | Comédie dramatique                      |
| Les Acteurs                         | Bertrand Blier      | Pierre Arditi, Josiane Balasko, Jean-Paul Belmondo, François Berléand, Dominique Blanc, Claude Brasseur, Jean-Claude Brialy, Alain Delon, Gérard Depardieu, André Dussollier, Jacques François, Sami Frey, Michel Galabru, Michael Lonsdale, Jean-Pierre Marielle, Michel Piccoli, Claude Rich, Maria Schneider, Michel Serrault, Jacques Villeret, Jean Yanne | Comédie                                 |
| Belphégor, le fantôme du louvre     | Jean-Paul Salomé    | Sophie Marceau, Frédéric Diefenthal, Michel Serrault | Film fantastique                        |
| Les Blessures assassines            | Jean-Pierre Denis   | Sylvie Testud, Julie-Marie Parmentier, Isabelle Renauld | Drame                                   |
| La Candide Madame Duff              | Jean-Pierre Mocky   | Jean-Pierre Mocky, Pierre Cosso | Comédie dramatique                      |
| Les Destinées sentimentales         | Olivier Assayas     | Charles Berling, Emmanuelle Béart, Isabelle Huppert | Drame, romance                          |
| Esther Kahn                         | Arnaud Desplechin   | Summer Phoenix, Ian Holm, Fabrice Desplechin | Drame                                   |
| La Fausse Suivante                  | Benoît Jacquot      | Isabelle Huppert, Sandrine Kiberlain, Pierre Arditi, Mathieu Amalric | Drame                                   |
| La Faute à Voltaire                 | Abdellatif Kechiche | Sami Bouajila, Élodie Bouchez, Bruno Lochet | Comédie dramatique                      |
| Le Glandeur                         | Jean-Pierre Mocky   | Evelyne Harter, Jean-Pierre Mocky, Jean Abeillé | Comédie                                 |
| Les Glaneurs et la Glaneuse         | Agnès Varda         | - | Documentaire                            |
| Le Goût des autres                  | Agnès Jaoui         | Anne Alvaro, Jean-Pierre Bacri, Alain Chabat, Agnès Jaoui | Comédie dramatique                      |
| Harry, un ami qui vous veut du bien | Dominik Moll        | Laurent Lucas, Sergi López, Mathilde Seigner, Sophie Guillemin | Suspense, drame, thriller psychologique |
| Le Margouillat                      | Jean-Michel Gibard  | Jean-Michel Gibard, Francois Dyrek, Daniel Duval | Policier                                |
| Merci pour le chocolat              | Claude Chabrol      | Isabelle Huppert, Jacques Dutronc, Anna Mouglalis | Drame                                   |
| Mercredi, folle journée !           | Pascal Thomas       | Vincent Lindon, Christian Morin, Alessandra Martines, Catherine Frot | Comédie dramatique                      |
| Old school                          | Karim Abbou         | Fabienne Babe, Kader Ayd, Julien Courbey |                                         |
| Les Rivières pourpres               | Mathieu Kassovitz   | Jean Reno, Vincent Cassel, Nadia Farès, Dominique Sanda | Thriller                                |
| Sade                                | Benoît Jacquot      | Daniel Auteuil, Marianne Denicourt, Jean-Pierre Cassel | Comédie dramatique                      |
| Saint-Cyr                           | Patricia Mazuy      | Isabelle Huppert, Jean-Pierre Kalfon, Simon Reggiani, Jean-François Balmer | Film historique                         |
| Selon Matthieu                      | Xavier Beauvois     | Nathalie Baye, Jean-Marie Winling, Fred Ulysse | Drame                                   |
| Six-Pack                            | Alain Berbérian     | Richard Anconina, Frédéric Diefenthal, Chiara Mastroianni, Bernard Fresson | Thriller                                |
| Sous le sable                       | François Ozon       | Charlotte Rampling, Bruno Cremer | Drame                                   |
| Tontaine et Tonton                  | Tonie Marshall      | Emmanuelle Devos, Patrick Pineau | Comédie                                 |
| Total Western                       | Éric Rochant        | Samuel Le Bihan, Jean-Pierre Kalfon, Jean-François Stévenin | Film de gangsters                       |
| Tout est calme                      | Jean-Pierre Mocky   | Jean-Pierre Mocky, Julie Fournier, Julien Guéris | Comédie                                 |
| Une affaire de goût                 | Bernard Rapp        | Bernard Giraudeau, Jean-Pierre Lorit, Florence Thomassin, Charles Berling | Drame, thriller                         |
| La Veuve de Saint-Pierre            | Patrice Leconte     | Juliette Binoche, Daniel Auteuil, Emir Kusturica, Michel Duchaussoy | Drame                                   |
| La ville est tranquille             | Robert Guédiguian   | Ariane Ascaride, Jean-Pierre Darroussin, Gérard Meylan, Jacques Boudet | Film dramatique                         |